# Massif de la Gardiole
Le massif de la Gardiole est un massif situé dans le département français de l'Hérault en région Occitanie, entre Montpellier et Sète et longeant la mer Méditerranée. Il constitue l'une des dernières séries de plis créés lors du Jurassique.

## Géographie

### Situation, topographie

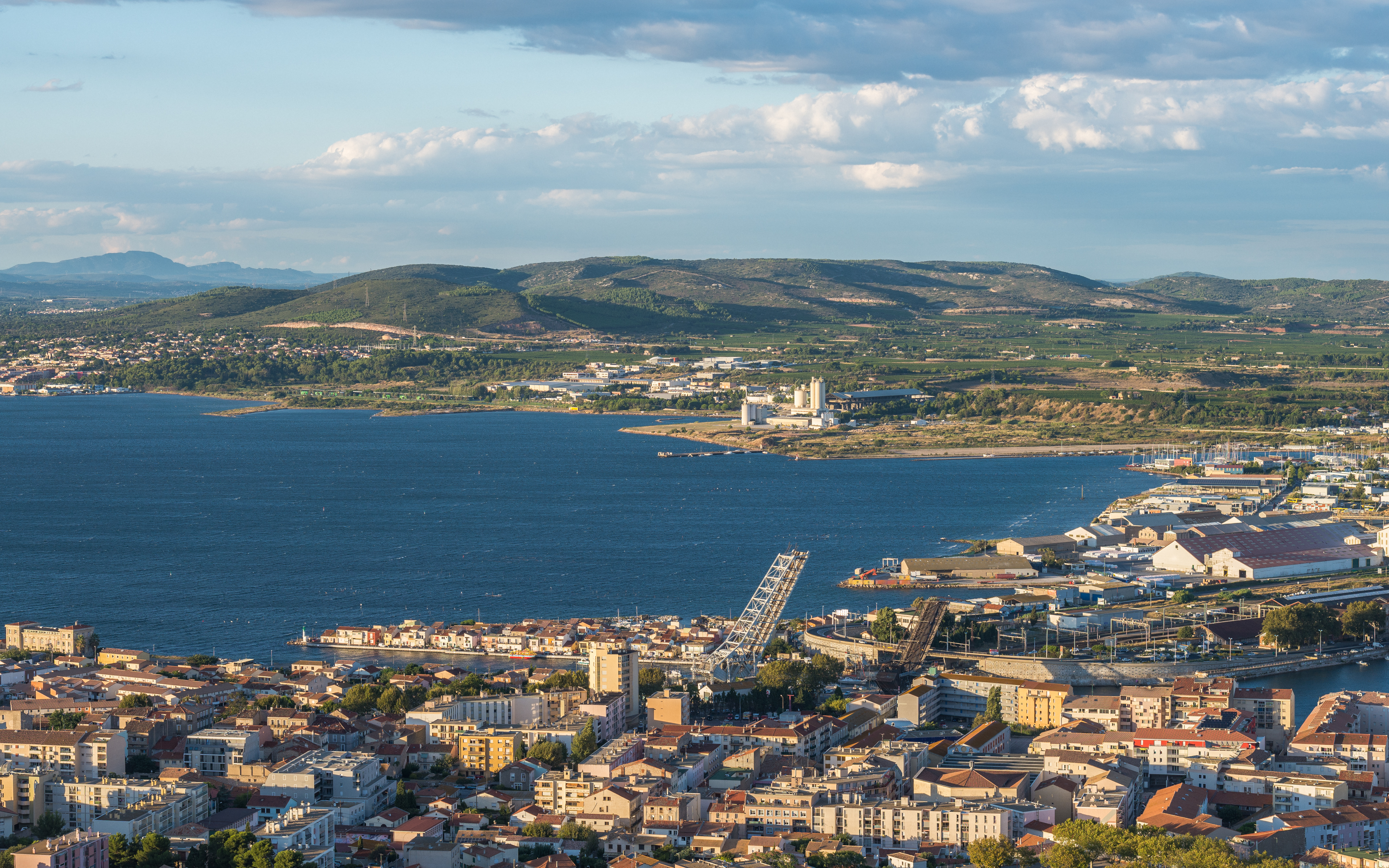
Vue aérienne du massif avec l'étang de Thau.

Le massif s'étale sur 18 kilomètres selon un axe nord-est/sud-ouest pour une largeur comprise entre 3 et 4 kilomètres, entre Montpellier et les abords du bassin de Thau. Il se trouve face à la mer Méditerranée.
Le massif est situé sur les communes de Balaruc-le-Vieux, Balaruc-les-Bains, Fabrègues, Frontignan, Gigean, Mireval, Saint-Jean-de-Védas, Vic-la-Gardiole et Villeneuve-lès-Maguelone.
Principales hauteurs d'ouest en est :
- Roc de l'Aigle : (210 m) ;
- Roc d'Anduze : (236 m) ;
- Pioch de Camille (224 m) ;
- Pioch Noir (216 m) ;
- La Madeleine (185 m) : à l'extrême est du massif avec à son sommet l'ancienne chapelle Saint-Baudile.

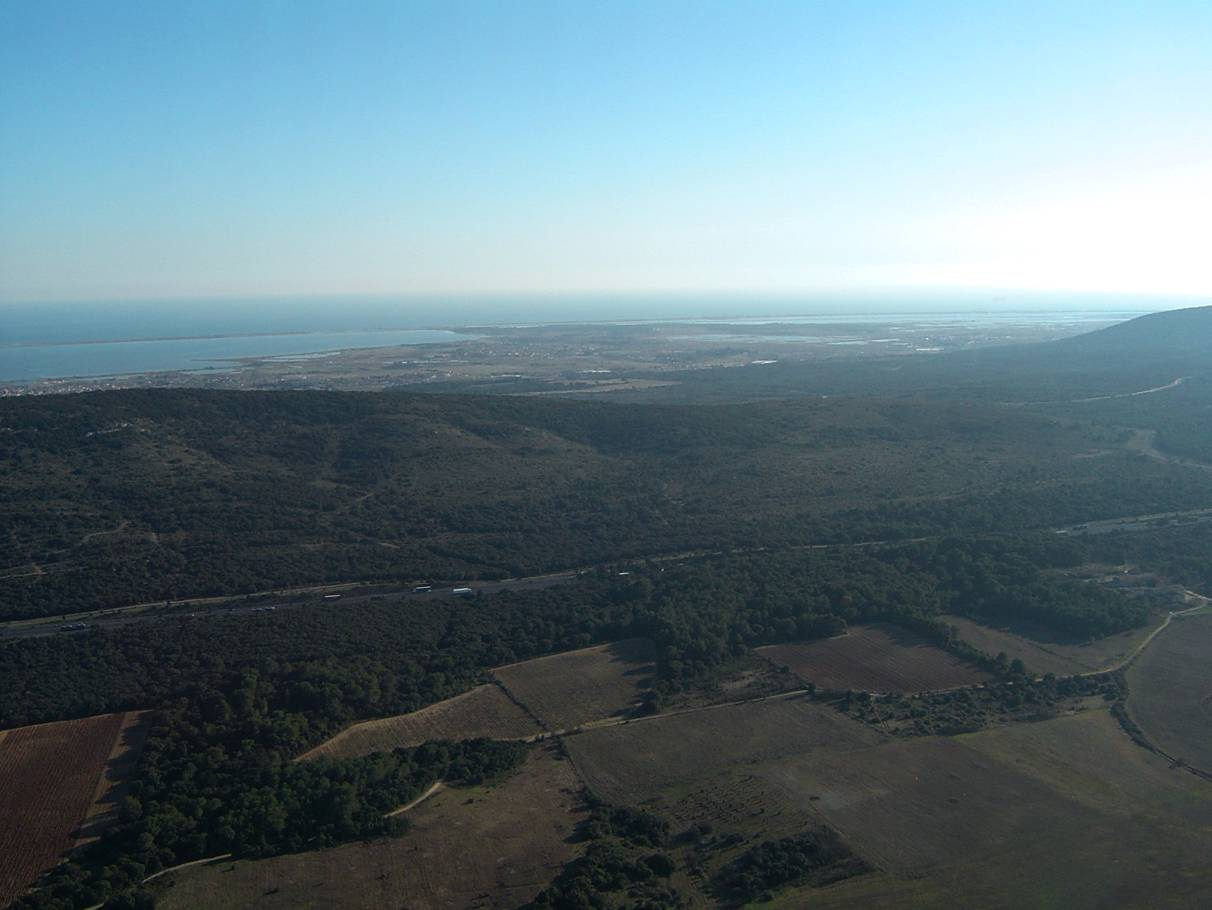
Vue aérienne
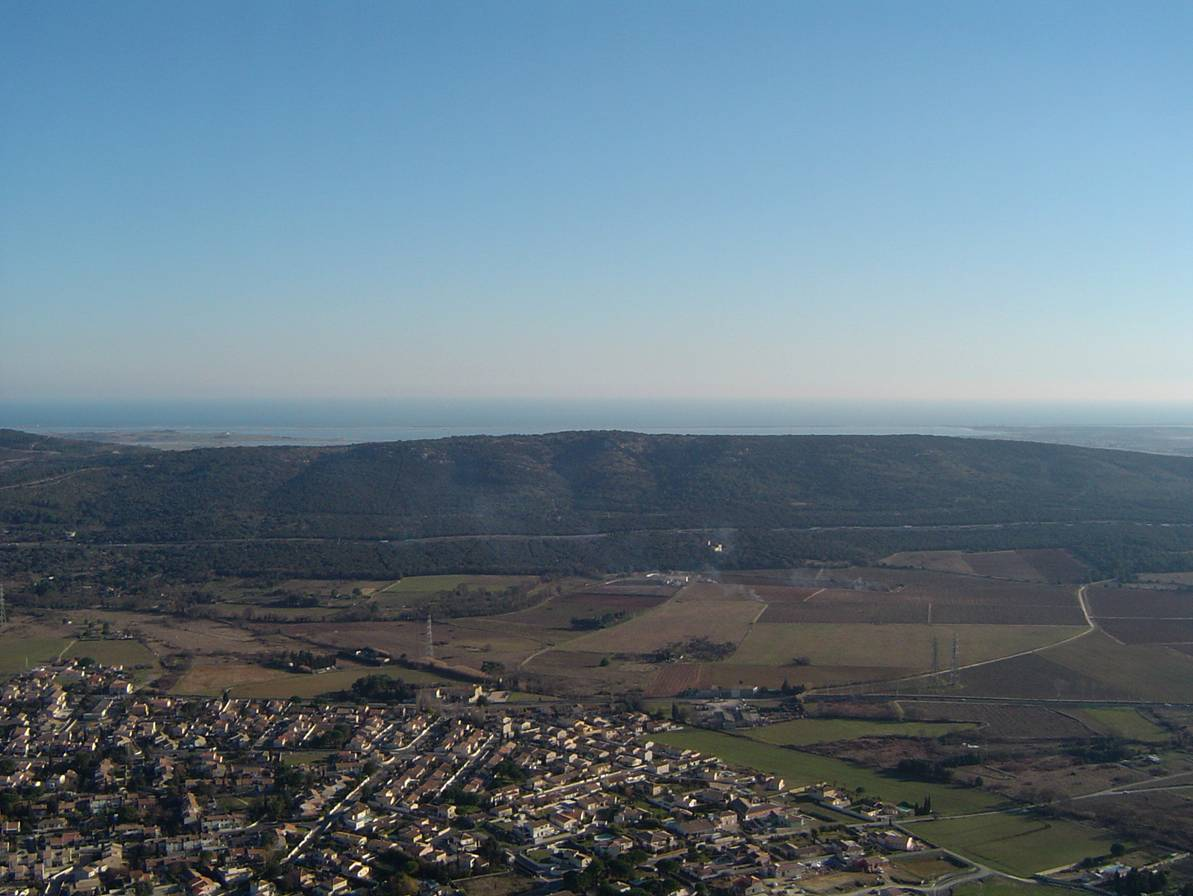
Vue aérienne
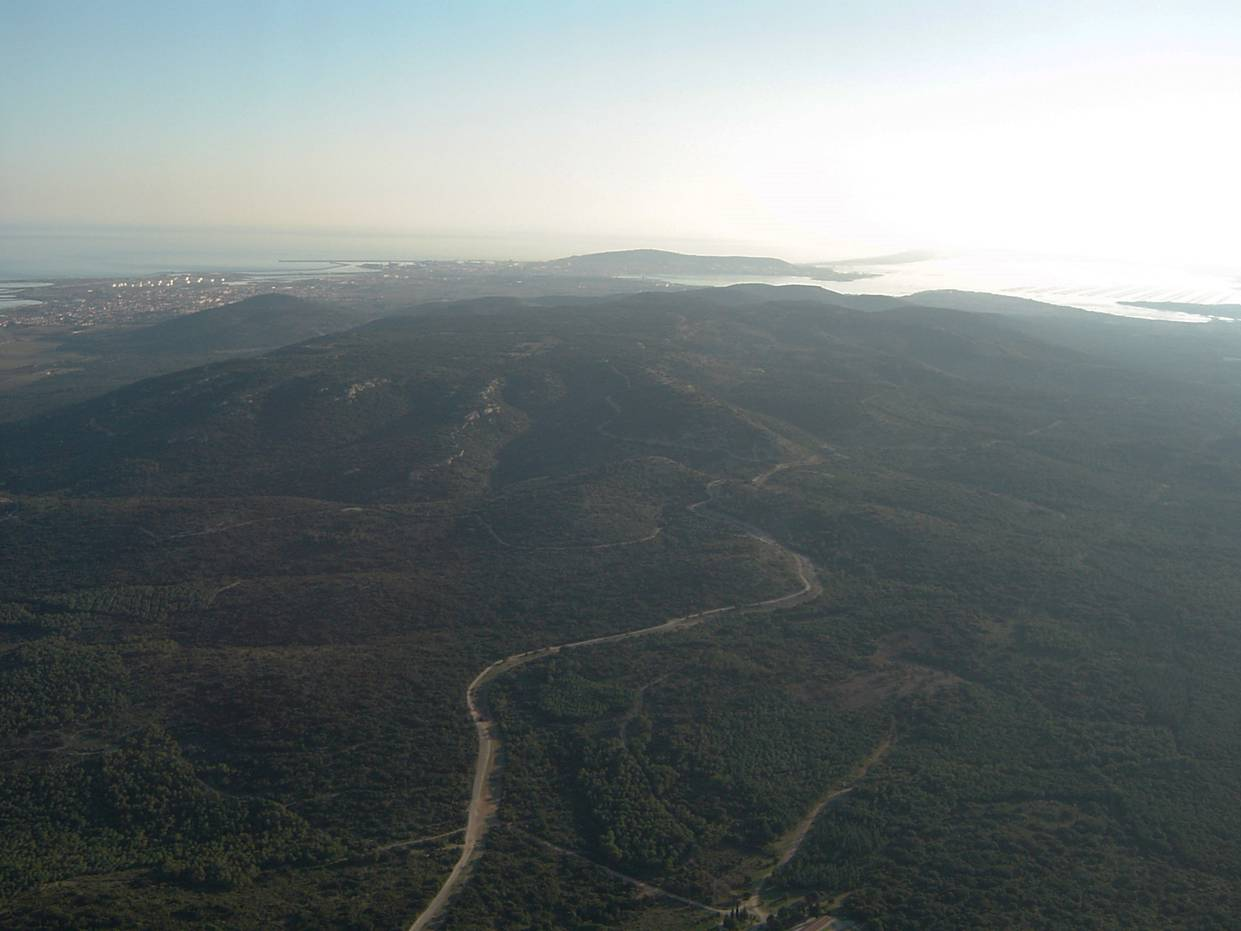
Vue aérienne
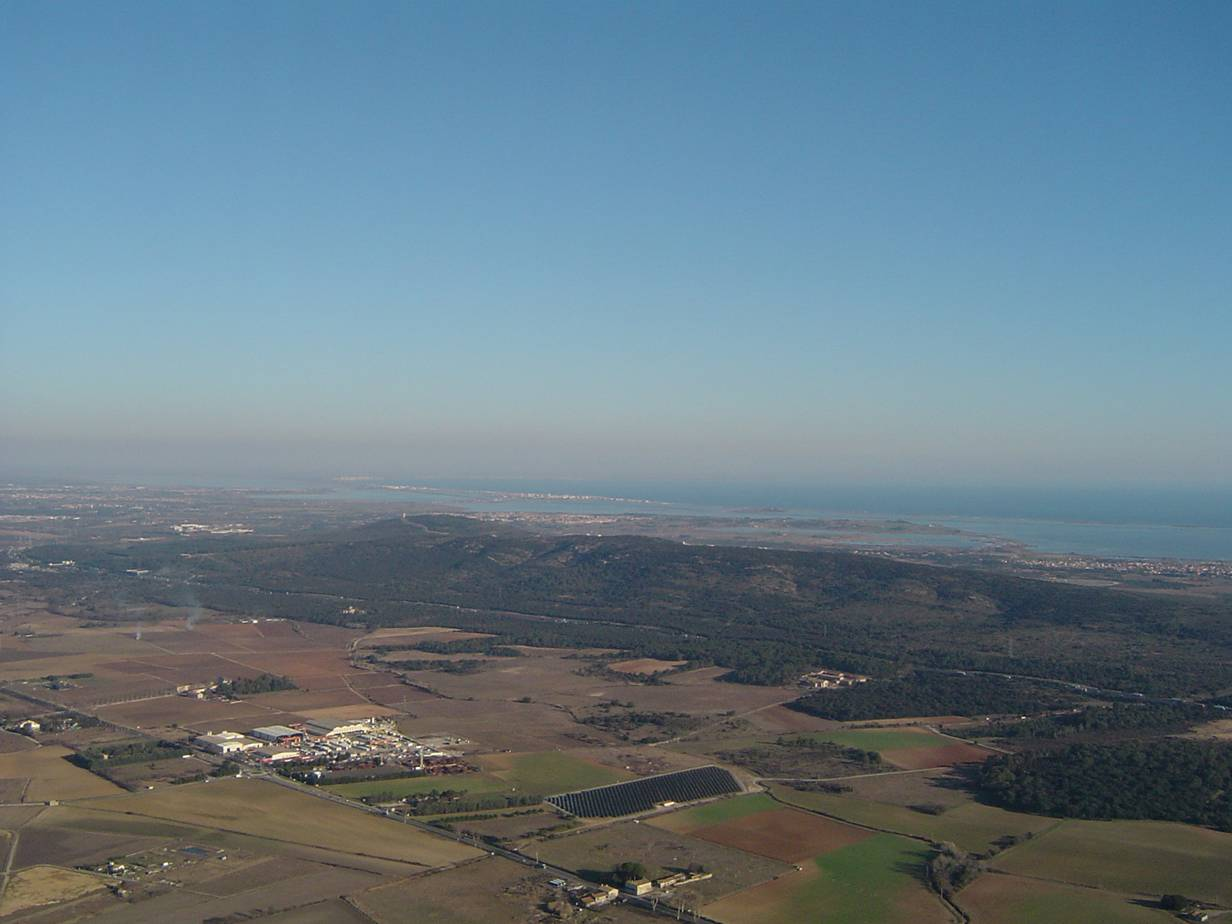
Vue aérienne

### Géologie

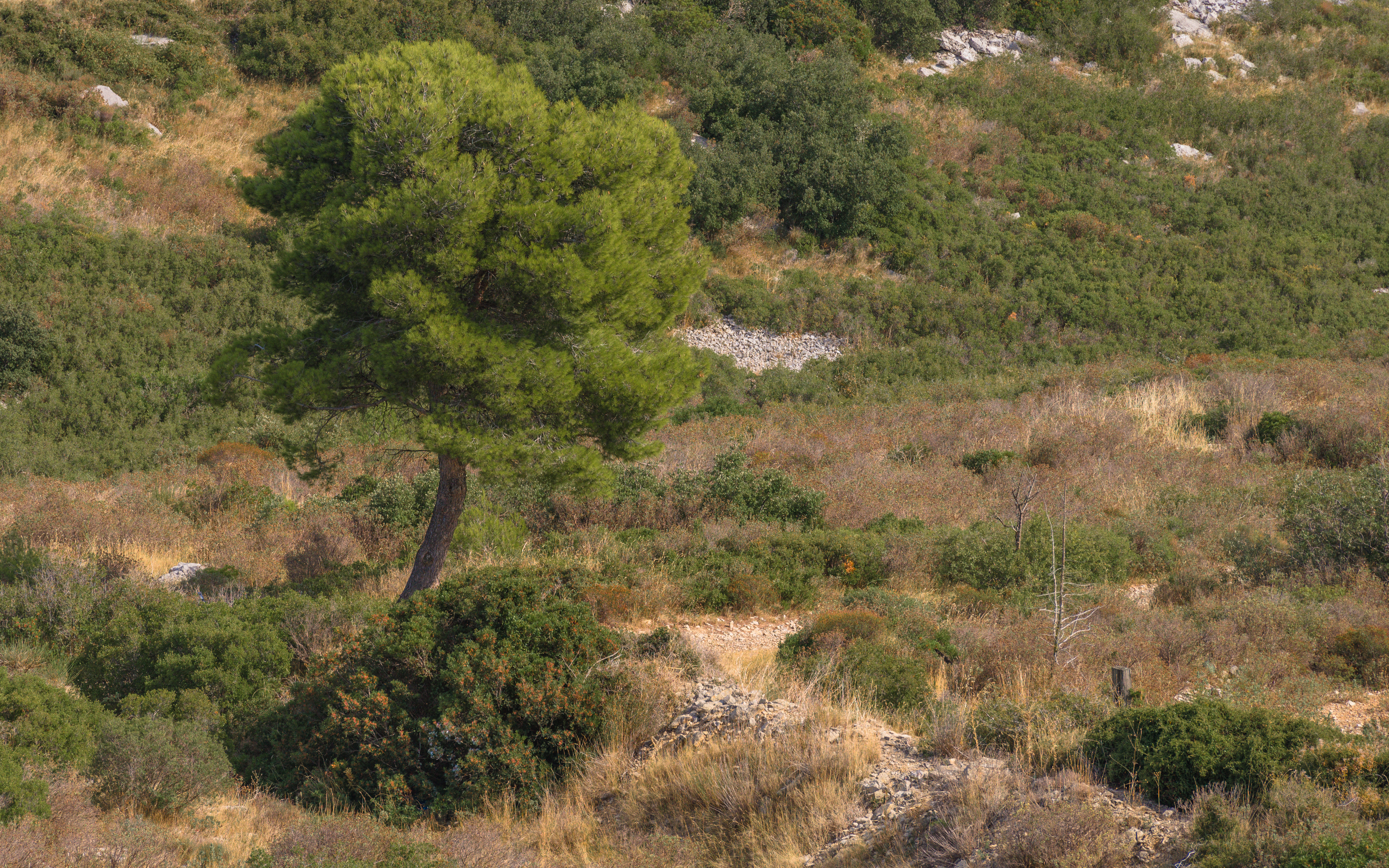
Un jeune Pin d'Alep.

Le sol est principalement dominé par du calcaire jurassique.

### Climat
Le climat du massif est de type méditerranéen, c'est-à-dire un climat tempéré, qui se caractérise par des étés chauds et secs et des hivers doux et humides. Les vents secs, mistral et tramontane, se font ressentir, tout comme les vents plus humides (marin, grec).

## Histoire

### Préhistoire et protohistoire
Des vestiges préhistoriques du Paléolithique et du Néolithique sont présents, par exemple le cromlech du Pioch de Roumanis. Le site témoigne également d'une activité romaine et gallo-romaine.

### Abbaye de Saint-Félix-de-Montceau

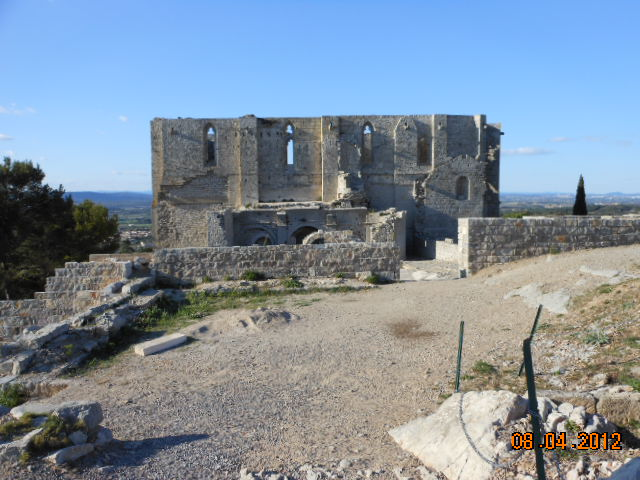
Vue de la façade sud de l'abbatiale.

Le massif de la Gardiole abrite les vestiges de l'abbaye Saint-Félix-de-Montceau, fondée à la fin du XIe siècle, ainsi que les villages environnants qui se sont développés au Moyen Âge et attestent d'une certaine activité à cette époque. 
La date réelle de fondation de cette abbaye est inconnue. En 1092, elle était florissante, bénédictine, occupée par sept religieuses dépendantes de l'évêché de Maguelonne. L'abbaye fut vraisemblablement incendiée par les Routiers des Grandes Compagnies au XVe siècle. La colline fut délaissée en 1514 et l'abbaye reconstruite à l'intérieur des remparts de Gigean. Il ne subsiste plus rien de cette seconde implantation.
Le monument historique qui subsiste dans le massif est en cours de restauration par une association dont le siège social est à Sète.

### Temps modernes
Par la suite, l'activité pastorale y est attestée avant qu'au milieu du XIXe siècle, un défrichage ait lieu pour que des vignes soient plantées, donnant lieu à la construction de nombreuses capitelles (abris de pierres sèches), dont une concentration s'observe sur le versant sud du massif, au lieu-dit « Rabassous » à Frontignan.

## Activités

### Protection environnementale

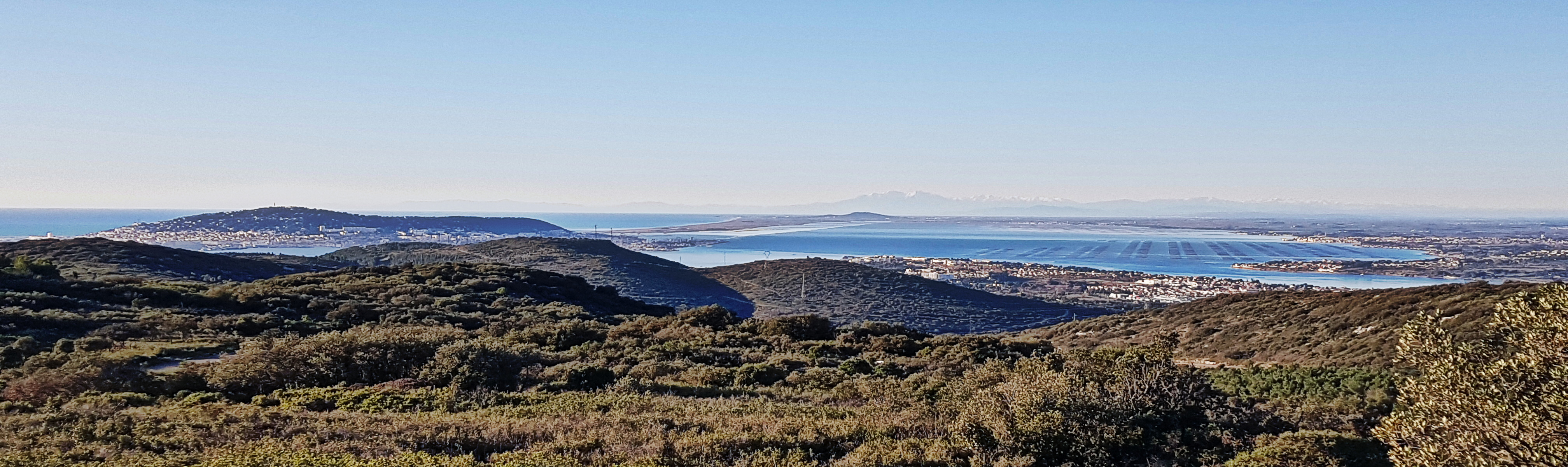
Vue sur la chaîne des Pyrénées et le Canigou depuis le roc d'Anduze.

Le site a fait l'objet d'un classement en Site pittoresque par décret le 25 février 1980 avant d'être transformé en zone naturelle d'intérêt écologique, faunistique et floristique (ZNIEFF) type I et type II.

### Tourisme
Plusieurs activités de plein air s'offrent aux touristes, dont le vélo tout terrain et la randonnée pédestre. Entourée de plaines, les hauteurs permettent d'avoir des panoramas (table panoramique de la chapelle Saint-Baudile). Quelques cavités permettent de faire de la spéléologie.
Plusieurs villages pittoresques du Midi languedocien existent au pied du massif : Balaruc, Gigean, Fabrègues, Villeneuve-lès-Maguelone, Vic-la-Gardiole, Mireval, Frontignan.

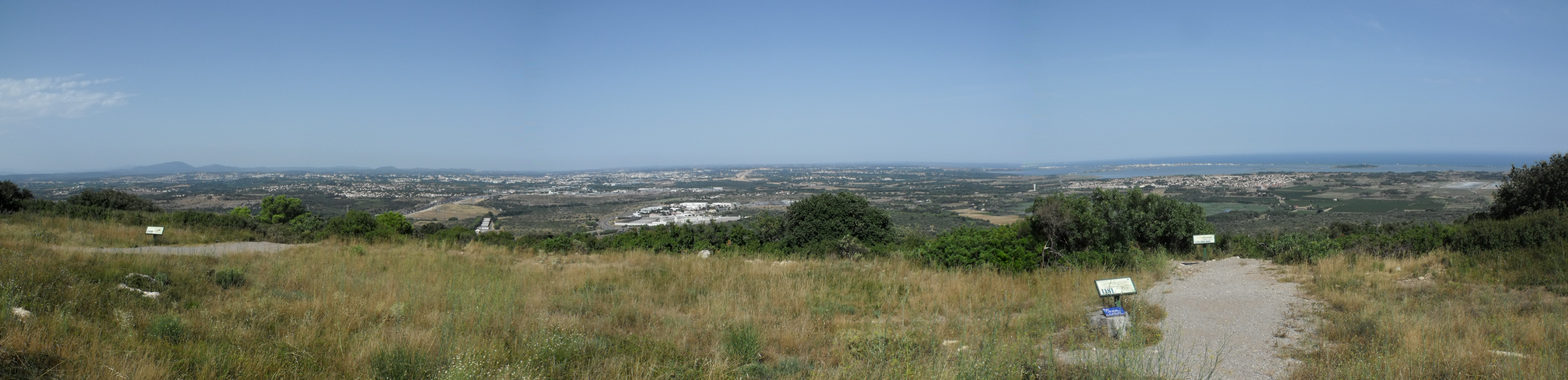
Panorama depuis l'ermitage Saint-Baudile sur la Gardiole.